# فرانکلین دایل
فرانکلین دایل (انگلیسی: Franklin Dyall؛ ۳ فوریهٔ ۱۸۷۰ – ۸ مهٔ ۱۹۵۰) یک هنرپیشه اهل بریتانیا بود.
از فیلم‌ها یا برنامه‌های تلویزیونی که وی در آن نقش داشته است می‌توان به زندگی خصوصی هنری هشتم، سست‌عفاف، آتلانتیک اشاره کرد.